# Gustav Collin
Karl Gustav Adolf Collin (* 23. Mai 1890 in Stockholm; † 25. Oktober 1966 ebenda) war ein schwedischer Schwimmer.

## Karriere
Collin nahm 1912 an den Olympischen Spielen in Stockholm teil. Hier scheiterte er im Wettbewerb über 1500 m Freistil als Vierter seines Vorlaufs am Halbfinaleinzug. Für den Wettkampf über 400 m Freistil war Collin ebenfalls gemeldet, trat aber nicht an.